# یواس‌اس ادونس (۱۹۱۷)
یواس‌اس ادونس (۱۹۱۷) (به انگلیسی: USS Advance (1917)) یک کشتی است که طول آن ۵۰ فوت ۲ اینچ (۱۵٫۲۹ متر) می‌باشد. این کشتی در سال ۱۹۱۷ ساخته شد.